# System wymiany informacji na rynku wewnętrznym
 System Wymiany Informacji na Rynku Wewnętrznym  (IMI) jest siecią opartą na technologii informatycznej, która łączy instytucje publiczne na terenie Europejskiego Obszaru Gospodarczego. Został on opracowany przez Komisję Europejską we współpracy z państwami członkowskimi Unii Europejskiej w celu przyspieszenia transgranicznej współpracy administracyjnej. Dzięki IMI organy administracji publicznej na poziomie krajowym, regionalnym i lokalnym mogą  znaleźć swoje odpowiedniki w innych krajach oraz wymieniać z nimi bezpośrednio informacje. Zestawy wcześniej zdefiniowanych i  przetłumaczonych pytań i odpowiedzi, jak również dostępność tłumaczenia maszynowego umożliwiają korzystanie z własnego języka do komunikowania się. Nie ma potrzeby posługiwania się językiem państwa – partnera.

## Kontekst
Na podstawie aktów prawnych dotyczących Jednolitego Rynku w Unii Europejskiej (UE) państwa członkowskie, poprzez swoje instytucje, mają obowiązek udzielania pomocy swoim odpowiednikom za granicą w zakresie dostarczania im informacji. Niektóre akty prawne wymagają również komunikacji między państwami członkowskimi i Komisją Europejską (na przykład w przypadku powiadomienia o krajowych przepisach wdrażających prawo Unii Europejskiej). System IMI został opracowany w celu ułatwienia tego typu wymiany informacji „z dnia na dzień”.
IMI został uruchomiony w lutym 2008 roku. Od lipca 2010 roku jego rozwój i utrzymanie były finansowane z Programu Rozwiązań Interoperacyjnych dla Europejskich Administracji Publicznych (ISA).  ISA jest następcą programu IDABC, z którego finansowano IMI na pierwszym etapie tj. do dnia 31 grudnia 2009 roku.
IMI jest jednym z narzędzi zarządzania jednolitym rynkiem. Inne tego typu narzędzia to: Twoja Europa, Twoja Europa – Porady, SOLVIT oraz Pojedyncze punkty kontaktowe.
IMI stosuje podejście "privacy by design", które zostało opracowane wraz z Europejskim Inspektorem Ochrony Danych (EIOD). Uwzględnia ono zgodność ze standardami ochrony danych i prywatności na wszystkich etapach projektowania systemu.

## Główni aktorzy
IMI został wdrożony w sposób zdecentralizowany. Dlatego praktyczne wdrożenie IMI jest obowiązkiem poszczególnych państw członkowskich. Istnieje kilka podmiotów, które odgrywają rolę w sieci IMI.

### Organy właściwe
Organy właściwe to końcowi użytkownicy systemu IMI. Są to instytucje publiczne, które mają do czynienia z pewnymi elementami stosowania przepisów Jednolitego Rynku. Mogą one funkcjonować na poziomie krajowym, regionalnym lub lokalnym.

### Koordynatorzy systemu IMI
Zazwyczaj w każdym państwie członkowskim jest jeden krajowy koordynator systemu IMI (NIMIC), często usytuowany jest on w jednym z ministerstw. Jego zadaniem jest zapewnienie sprawnego działania systemu IMI w danym kraju. Koordynatorzy systemu IMI mogą przekazać część swoich obowiązków dodatkowym koordynatorom, którzy z kolei są odpowiedzialni np. za jeden obszar prawa lub region geograficzny. Jest to zależne od struktur administracyjnych w poszczególnych państwach.

### Komisja Europejska
Komisja Europejska jest odpowiedzialna za utrzymanie i rozwój systemu IMI, pomoc techniczną i szkolenia. Zarządza również i wspiera siecią koordynatorów, promuje dalszy rozwój i rozbudowę IMI oraz przygotowuje raporty na temat funkcjonowania systemu.

## Sposób pracy IMI
W celu ułatwienia różnych rodzajów współpracy administracyjnej w państwach członkowskich Europejskiego Obszaru Gospodarczego, IMI oferuje wiele sposobów pracy dla użytkowników.

### Wnioski o udzielenie informacji
Jeżeli właściwy organ potrzebuje informacji od odpowiednika za granicą, może wysłać wniosek o udzielenie informacji. W tej metodzie wymiany informacji używa się listy wcześniej przetłumaczonych pytań i odpowiedzi dostępnych we wszystkich oficjalnych językach UE. Możliwe jest również załączanie dodatkowych dokumentów. Jedynie organy, które są bezpośrednio zaangażowane w wymianę informacji mają dostęp do zawartości danego zapytania. Przykładem praktycznego użycia IMI może być sytuacja, kiedy niemiecki nauczyciel chciałby przenieść się do Portugalii i tam kontynuować swoją działalność. Portugalski organ musi zatem zweryfikować autentyczność skanu jego dyplomu. Może do tego celu wykorzystać system IMI wysyłając zapytanie o udzielenie informacji do instytucji partnerskiej w Niemczech. Organ niemiecki akceptuje wniosek i wysyła odpowiedź z powrotem do instytucji w Portugalii. Ze względu na istnienie zestawów wcześniej przetłumaczonych pytań i odpowiedzi, oba organy mogą porozumiewać się w swoim języku ojczystym.

### Powiadomienia
Powiadomienia są oparte na zasadzie wymiany informacji „jeden-do-wielu”, gdzie ostrzega się lub powiadamia jedną lub więcej właściwych instytucji oraz/lub Komisję Europejską. Na przykład Dyrektywa dotycząca usług na rynku wewnętrznym nakazuje, aby państwa członkowskie ostrzegały się nawzajem o możliwych zagrożeniach dla bezpieczeństwa i zdrowia ludzi lub dla środowiska związanych ze świadczeniem usług.

### Repozytoria informacji
Repozytoria IMI są bazą danych przechowujących informacje specyficzne dla niektórych obszarów polityki. Przykładem takiego repozytorium jest katalog rejestrów prowadzonych przez odpowiednie instytucje na terenie całego Europejskiego Obszaru Gospodarczego. Katalog ten jest wyposażony w wielojęzyczne funkcje wyszukiwania. Zawartość repozytorium może być dostępna zarówno dla ograniczonej grupy instytucji, jak i dla wszystkich użytkowników systemu IMI.

## Ramy prawne
IMI jest stosowany we wszystkich państwach członkowskich Europejskiego Obszaru Gospodarczego w celu współpracy administracyjnej, wymaganej na mocy następujących aktów prawnych: Dyrektywy w sprawie uznawania kwalifikacji zawodowych (2005/36/WE), Dyrektywy dotyczącej usług na rynku wewnętrznym (2006/123/WE) oraz (w ramach pilotażu) Dyrektywy o delegowaniu pracowników. Jest on stopniowo rozszerzany na inne dziedziny prawodawstwa. Na przykład: Rozporządzenie w sprawie transgranicznego transportu gotówki euro drogą lądową pomiędzy państwami członkowskimi strefy euro oraz Dyrektywę w sprawie stosowania praw pacjentów w transgranicznej opiece zdrowotnej.
Misją IMI jest to aby "System stał się elastycznym zestawem narzędzi służącym współpracy administracyjnej, przyczyniając się do lepszego zarządzania Jednolitym Rynkiem"
Rozporządzenie w sprawie IMI, które weszło w życie w grudniu 2012 r. jest aktem prawnym UE ustanawiającym kompleksowe ramy prawne dla systemu IMI. Stanowi kompletny zestaw zasad dotyczących przetwarzania danych osobowych w IMI i określa sposób przyszłego poszerzania IMI o nowe obszary tematyczne.